# عبدالله العثیم
عبدالله العثیم (انگلیسی: Abdullah Al-Othaim؛ زادهٔ ۱۹۶۰) کارآفرین، سرمایه‌دار و بازرگان اهل عربستان سعودی است. او مؤسس و رئیس هیئت مدیره شرکت عبدالله العثیم مارتکز است. مجله فوربز نام او را در جایگاه شصت‌ویکمین فرد ثروتمند در جهان عرب، با ثروت تقریبی نیم‌میلیارد دلار، قرار داده‌است.